# Megami Tensei
Megami Tensei (女神転生) is een serie van computerrollenspellen (RPG's). De meeste spellen in de reeks maken deel uit van de subreeks Shin Megami Tensei (真・女神転生), aanvankelijk Revelations genoemd in het westen, behalve de twee eerste spellen en hun remake. De reeks kent veel spin-offs, waaronder de reeks Persona, en in het westen wordt vaak de titel "Shin Megami Tensei" toegevoegd aan hun titels.

## Gameplay
De serie is gekend voor zijn hoge moeilijkheidsgraad. Hiernaast zijn er verschillende elementen die terugkeren binnen de serie, zoals het verzamelen van demonen.

### Fusion
Een belangrijk element dat al sinds de eerste Megami Tensei aanwezig is, is de kans om demonen te rekruteren die samen met de speler zullen mee vechten, en de mogelijkheid om twee verschillende demonen samen te voegen tot een krachtigere demon.

### Press Turn
Als de speler of de tegenstander een zwak punt raakt, zal die beloont worden met een extra buurt. Men kan een buurt verliezen als aanvallen missen of worden geblokkeerd. Het “Press Turn”-systeem kent verschillende varianten binnen de reeks, zoals het "one more"-systeem binnen de Persona-serie.

## Spellen in de reeks

### Megami Tensei
- Digital Devil Story: Megami Tensei (1987)
- Digital Devil Story: Megami Tensei II (1990)
- Kyūyaku Megami Tensei (1995), SNES-port van de twee Digital Devil Story: Megami Tensei-spellen

### Shin Megami Tensei
- Shin Megami Tensei (1992)
- Shin Megami Tensei II (1994)
- Shin Megami Tensei If... (1994)
- Shin Megami Tensei: Nine (2002)
- Shin Megami Tensei III: Nocturne (2003)
- Shin Megami Tensei: Imagine (2007)
- Shin Megami Tensei: Strange Journey (2009)
- Shin Megami Tensei IV (2013)
- Shin Megami Tensei IV: Apocalypse (2016)
- Shin Megami Tensei: Strange Journey Redux (2017)
- Shin Megami Tensei: Liberation Dx2 (2018)
- Shin Megami Tensei III Nocturne HD Remaster (2020)
- Shin Megami Tensei V (2021)
- Shin Megami Tensei V: Vengeance (2024)

## Gerelateerde series
- Last Bible
- Majin Tensei
- Devil Summoner
- Persona
- Devil Children ook bekend als DemiKids
- Digital Devil Saga
- Devil Survivor